# Щучанский район
Щуча́нский район — административно-территориальная единица (район) в Курганской области России. В рамках организации местного самоуправления в границах района существует муниципальное образование Щучанский муниципальный округ (с 2004 до 2021 гг. — муниципальный район).
Административный центр — город Щучье.

## География
Расположен в западной части Курганской области. Граничит с  с Катайским, Далматовским, Шумихинским, Альменевским и Сафакулевским районами области, а также с Челябинской областью. Общая площадь района 2858 км², его протяжённость с севера на юг 110 км, и с запада на восток 60 км. С запада на восток территорию района пересекают исторический ход Транссибирской железнодорожной магистрали и федеральная автодорога Р-254 «Иртыш»
На территории района зафиксировано более одиннадцати поселений каменного века (неолита-энеолита), свыше тридцати памятников эпохи бронзы, пять памятников раннего железного века и средневековья. Среди них, известные у с. Белоярское, д. Кузнецово, д. Красноярка, оз. Алакуль и с. Чумляк, где открыты многослойные захоронения.
На территории района находится государственный природный (зоологический) Щучанский заказник.Площадь 11670 га. Охраняемые виды: сибирская косуля, лось, кабан, барсук, боровая, водоплавающая дичь, журавли, тетерев, глухарь, заяц, лиса, болотная дичь, редкие виды животных Курганской области и Российской Федерации.
Озёра
В районе более 140 больших и малых озёр. Семь озёр находятся на территории районного центра, это оз. Нифановское, оз. Щучанское, оз. Окунёво, оз. Поганое, оз. Шестое, оз. Генеральское и оз. Аринино. В реку Миасс впадает река Чумляк, ручьи Чесноковка, Мокруша, Чумлячка, Тукманка, Нифанка, Наумовский, Белый Лог, Мокрый Лог, Медведский, Лог Карачелка.

## История
В 1913 году на территории современного Щучанского района было три волости Белоярская. Сухоборская и Чумлякская Челябинского уезда Оренбургской губернии и Песчанская волость Шадринского уезда Пермской губернии. Одни из старейших населённых пунктов района сёла Чумляк (1679 г.), Песчанское (1685 г.), Пуктыш (1710 г.), Чистое (1711 г.), Сухоборское (1712 г.) и Белоярское (1740 г.).

### 1923—1963 годы
На основании постановления ВЦИК от 3 ноября 1923 года и Декрета ВЦИК от 12 ноября 1923 года в составе Челябинского округа Уральской области образован Щучанский район с центром в селе Щучье из Чумлякской и Щучанской волостей Челябинского уезда Челябинской губернии. В состав района вошли 18 сельсоветов: Даньковский, Зайковский, Ивановский, Калмаково-Камышский, Калмаковский (Калмаково-Миасский), Козинский, Кузнецовский, Медведевский, Никитинский, Нифанский, Пуктышский, Советский, Старопанькинский, Сухоборский, Чистовский, Чумлякский, Щучанский, Яковлевский.
В феврале — апреле 1924 года в документах Уралоблисполкома значился как Чумлякский район.
В 1924-1925 годах образованы Петровский и Петрушинский сельсоветы, упразднены Козинский, Кузнецовский, Нифанский, Советский и Старопанькинский сельсоветы.
Постановлением президиума Уралоблисполкома от 15 сентября 1926 года Яковлевский сельсовет перечислен в Миасский район, Куликовский сельсовет перечислен из Миасского района.
Решением комиссии по районированию при президиуме Уралоблисполкома от 17 августа 1929 года в район перечислен Канашевский сельсовет Миасского района (за исключением д. Адишевой).
Постановлением ВЦИК от 20 апреля 1930 года в район перечислены Белоярский, Красноярский, Пивкинский, Притчинский, Чесноковский и Яковлевский сельсоветы упразднённого Миасского района, Аптыкаевский сельсовет (за исключением д. Аптыкаевой) упразднённого Яланского района.
Постановлением ВЦИК от 1 января 1932 года в район перечислены Галкинский, Гладский, Заозерский, Кнутовский, Михайловский, Могильский, Николаевский, Песчанский, Прошкинский, Утичьевский, Ушаковский, Чердаковский, Чудняковский и Яшкинский сельсоветы упразднённого Песчанского района.
Постановлением ВЦИК от 17 января 1934 года район включён в состав вновь образованной Челябинской области.
Постановлением ВЦИК от 18 января 1935 года в образованный Галкинский район перечислены Галкинский, Гладский, Заозерский, Кнутовский, Михайловский, Могильский, Никитинский, Николаевский, Песчанский, Петровский, Прошкинский, Пуктышский, Утичьевский, Ушаковский, Чердаковский, Чудняковский и Яшкинский сельсоветы.
Указом Президиума Верховного Совета РСФСР от 13 января 1941 года в образованный Красноармейский район перечислены Ивановский, Канашевский, Пашнинский и Таукаевский сельсоветы.
Указом Президиума Верховного Совета РСФСР от 7 августа 1942 года нас. п. Щучье отнесён к категории рабочих посёлков, Щучанский сельсовет переименован в Нифанский.
Указом Президиума Верховного Совета СССР от 6 февраля 1943 года район включён в состав вновь образованной Курганской области.
Указом Президиума Верховного Совета РСФСР от 16 мая 1945 года рабочий посёлок Щучье преобразован в город.
Указом Президиума Верховного Совета РСФСР от 14 июня 1954 года упразднены Даньковский, Куликовский, Притчинский, Чесноковский, Яковлевский сельсоветы, образован Новоботовский сельсовет.
Указом Президиума Верховного Совета РСФСР от 28 октября 1954 года Новоботовский сельсовет переименован в Каясанский.
Решением Курганского облисполкома от 28 мая 1960 года упразднён Медведевский сельсовет.
Указом Президиума Верховного Совета РСФСР от 3 ноября 1960 года в район перечислены Николаевский и Пуктышский сельсоветы упразднённого Галкинского района.
Решением Курганского облисполкома от 19 января 1961 года упразднён Петрушинский сельсовет.
Решением Курганского облисполкома от 22 января 1962 года упразднён Красноярский сельсовет, образован Михайловский сельсовет.

### 1963—1965 годы
Указом Президиума Верховного Совета РСФСР от 1 февраля 1963 года образован укрупнённый Щучанский сельский район  с центром в городе Щучье. В состав района вошло 28 сельсоветов: Аджитаровский, Бакаевский, Бахаревский, Белоярский, Бороздинский, Зайковский, Калмаково-Камышский, Калмаково-Миасский, Камышинский, Карасёвский, Каясанский, Мартыновский, Михайловский, Николаевский, Нифанский, Песчанский, Пивкинский, Пуктышский, Сарт-Абдрашевский, Сафакулевский, Субботинский, Сулеймановский, Султановский, Сухоборский, Танрыкуловский, Чистовский, Чумлякский, Яланский.
Указом Президиума Верховного Совета РСФСР от 3 марта 1964 года Бороздинский и Танрыкуловский сельсоветы перечислены в Шумихинский сельский район.
Решением Курганского сельского облисполкома от 27 апреля 1964 года упразднён Михайловский сельсовет.
Решением Курганского сельского облисполкома от 29 июня 1964 года Калмаково-Миасский сельсовет переименован в Петровский.

### С 1965 года
Указом Президиума Верховного Совета РСФСР от 12 января 1965 года Щучанский сельский район преобразован в Щучанский район и разкурупнён. Во вновь образованный Сафакулевский район перечислены Аджитаровский, Бакаевский, Бахаревский, Камышинский, Карасёвский, Мартыновский, Сарт-Абдрашевский, Сафакулевский, Субботинский, Сулеймановский, Султановский, Яланский сельсоветы.
Решением Курганского облисполкома от 8 апреля 1968 года Пивкинский сельсовет переименован в Майковский.
Решением Курганского облисполкома от 27 августа 1987 года Калмаково-Камышский сельсовет переименован в Варгановский.
Решением Курганского облисполкома от 28 июня 1989 года образованы Медведевский и Пивкинский сельсоветы.
Постановлением Президиума Курганского областного Совета народных депутатов от 9 октября 1991 года образован Тунгуйский сельсовет, упразднённый Законом Курганской области от 31 октября 2018 года.
Законом Курганской области от 31 октября 2018 года упразднён Тунгуйский сельсовет.
Законом Курганской области от 29 декабря 2021 года № 178 в районе упразднены все сельсоветы, муниципальный район и входившие в его состав сельские поселения были преобразованы путём их объединения к 9 января 2021 года в муниципальный округ.

## Население
| 1926    | 1939    | 1959    | 1970    | 1979    | 1989    | 2002    |
| ------- | ------- | ------- | ------- | ------- | ------- | ------- |
| 35 238  | ↗35 760 | ↘32 403 | ↗37 499 | ↘32 206 | ↘30 743 | ↘26 392 |
| 2004    | 2009    | 2010    | 2011    | 2012    | 2013    | 2014    |
| ↗26 842 | ↘25 216 | ↘23 547 | ↘23 483 | ↘22 881 | ↘22 396 | ↘21 915 |
| 2015    | 2016    | 2017    | 2018    | 2019    | 2020    | 2021    |
| ↘21 354 | ↘20 685 | ↘20 060 | ↘19 844 | ↘19 538 | ↘19 185 | ↘16 671 |

### Урбанизация
Городское население (город Щучье) составляет 49,5 % от всего населения района.

### Национальный состав
Население района 22 881 человек (2012), в основном, русские. Также есть населённые пункты со значительным или преобладающим башкирским населением (д. Арасланова). Кроме того, проживают также татары (около 1000 человек) украинцы, удмурты, казахи, коми-пермяки, армяне, немцы и др.

## Территориальное устройство
В рамках административно-территориального устройства, до 2021 года район делился на административно-территориальные единицы: 1 город районного подчинения и 15 сельсоветов.
В рамках муниципального устройства, до 2021 года в одноимённый муниципальный район входили 16 муниципальных образований, в том числе 1 городское поселение и 15 сельских поселений.
| №         | Бывшее муниципальное образование | Административный центр | Количество населённых пунктов | Население (чел.) | Площадь (км²) |
| --------- | -------------------------------- | ---------------------- | ----------------------------- | ---------------- | ------------- |
| 1e-06     | Городское поселение:             |                        |                               |                  |               |
| 1         | город Щучье                      | город Щучье            | 1                             | ↘8252            | 34,89         |
| 1.000002  | Сельские поселения:              |                        |                               |                  |               |
| 2         | Белоярский сельсовет             | село Белоярское        | 4                             | ↘813             | 240,27        |
| 3         | Варгановский сельсовет           | село Варгановское      | 2                             | ↘225             | 120,62        |
| 4         | Зайковский сельсовет             | село Зайково           | 4                             | ↘408             | 139,97        |
| 5         | Каясанский сельсовет             | село Каясан            | 4                             | ↘1016            | 13,50         |
| 6         | Майковский сельсовет             | село Майка             | 2                             | ↗559             | 192,52        |
| 7         | Медведский сельсовет             | село Медведское        | 3                             | ↘580             | 118,27        |
| 8         | Николаевский сельсовет           | село Николаевка        | 5                             | →362             | 291,11        |
| 9         | Нифанский сельсовет              | село Нифанка           | 3                             | ↘793             | 113,84        |
| 10        | Песчанский сельсовет             | село Песчанское        | 4                             | ↘782             | 406,52        |
| 11        | Петровский сельсовет             | село Петровское        | 3                             | ↘291             | 123,40        |
| 12        | Пивкинский сельсовет             | село Пивкино           | 3                             | ↘641             | 176,25        |
| 13        | Пуктышский сельсовет             | село Пуктыш            | 3                             | ↘384             | 240,22        |
| 14        | Сухоборский сельсовет            | село Сухоборское       | 5                             | ↗977             | 177,09        |
| 14.000003 | Тунгуйский сельсовет             | село Тунгуй            | 1                             | ↗109             | 65,08         |
| 15        | Чистовский сельсовет             | село Чистое            | 3                             | ↘810             | 197,72        |
| 16        | Чумлякский сельсовет             | село Чумляк            | 5                             | ↘1068            | 207,08        |

Законом Курганской области от 31 октября 2018 года, в состав Сухоборского сельсовета с 17 ноября 2018 года было включено единственное село упразднённого Тунгуйского сельсовета.
Законом Курганской области от 29 декабря 2021 года, муниципальный район и все входившие в его состав городское и сельские поселения были упразднены и преобразованы путём их объединения в муниципальный округ; помимо этого были упразднены и сельсоветы района как его административно-территориальные единицы.

## Населённые пункты
В Щучанском районе (муниципальном округе) 54 населённых пункта, в том числе один город и 53 сельских населённых пункта.
| №  | Населённый пункт   | Тип     | Население | Бывшее муниципальное образование |
| -- | ------------------ | ------- | --------- | -------------------------------- |
| 1  | Алакуль            | посёлок | ↘130      | Каясанский сельсовет             |
| 2  | Арасланова         | деревня | ↘136      | Сухоборский сельсовет            |
| 3  | Архипово           | деревня | ↘44       | Песчанский сельсовет             |
| 4  | Белоярское         | село    | ↘500      | Белоярский сельсовет             |
| 5  | Борки              | деревня | ↗14       | Нифанский сельсовет              |
| 6  | Варгановское       | село    | ↘233      | Варгановский сельсовет           |
| 7  | Даньково           | деревня | ↘207      | Сухоборский сельсовет            |
| 8  | Зайково            | село    | ↘306      | Зайковский сельсовет             |
| 9  | Калиновка          | деревня | ↗2        | Каясанский сельсовет             |
| 10 | Каясан             | село    | ↘1086     | Каясанский сельсовет             |
| 11 | Клюквенная         | деревня | ↘121      | Медведский сельсовет             |
| 12 | Кнутово            | деревня | ↘57       | Николаевский сельсовет           |
| 13 | Козино             | деревня | ↘351      | Нифанский сельсовет              |
| 14 | Колмаково-Миасское | село    | ↘57       | Петровский сельсовет             |
| 15 | Косулино           | деревня | ↘251      | Белоярский сельсовет             |
| 16 | Красноярское       | деревня | →225      | Белоярский сельсовет             |
| 17 | Красный Увал       | деревня | →75       | Чумлякский сельсовет             |
| 18 | Кузнецово          | деревня | ↘51       | Чумлякский сельсовет             |
| 19 | Куликово           | деревня | ↘126      | Пивкинский сельсовет             |
| 20 | Курорт Озеро       | посёлок | ↘468      | Чистовский сельсовет             |
| 21 | Лесная Поляна      | деревня | ↘58       | Сухоборский сельсовет            |
| 22 | Майка              | село    | ↘648      | Майковский сельсовет             |
| 23 | Медведское         | село    | ↘613      | Медведский сельсовет             |
| 24 | Михайловка         | деревня | ↘136      | Пуктышский сельсовет             |
| 25 | Мурашово           | деревня | ↘38       | Николаевский сельсовет           |
| 26 | Наумовка           | деревня | ↘58       | Петровский сельсовет             |
| 27 | Никитино           | деревня | ↘53       | Пуктышский сельсовет             |
| 28 | Николаевка         | село    | ↘258      | Николаевский сельсовет           |
| 29 | Нифанка            | село    | ↘597      | Нифанский сельсовет              |
| 30 | Новокалмаково      | деревня | ↘75       | Варгановский сельсовет           |
| 31 | Новь               | деревня | ↘18       | Медведский сельсовет             |
| 32 | Отрадное           | село    | ↘199      | Зайковский сельсовет             |
| 33 | Песчанское         | село    | ↘896      | Песчанский сельсовет             |
| 34 | Петровское         | село    | ↘289      | Петровский сельсовет             |
| 35 | Петрушино          | село    | ↘187      | Пивкинский сельсовет             |
| 36 | Пивкино            | посёлок | ↘156      | Каясанский сельсовет             |
| 37 | Пивкино            | село    | ↘489      | Пивкинский сельсовет             |
| 38 | Притчино           | деревня | ↘22       | Майковский сельсовет             |
| 39 | Пуктыш             | село    | ↘306      | Пуктышский сельсовет             |
| 40 | Снегири            | посёлок | ↘3        | Чумлякский сельсовет             |
| 41 | Советская          | деревня | ↘207      | Чумлякский сельсовет             |
| 42 | Сухоборское        | село    | ↘665      | Сухоборский сельсовет            |
| 43 | Тунгуй             | село    | ↗109      | Сухоборский сельсовет            |
| 44 | Утичье             | деревня | ↘201      | Песчанский сельсовет             |
| 45 | Ушаково            | деревня | ↘13       | Песчанский сельсовет             |
| 46 | Фролиха            | деревня | ↘11       | Зайковский сельсовет             |
| 47 | Чердаки            | деревня | ↘46       | Николаевский сельсовет           |
| 48 | Чесноковка 1-я     | деревня | ↘95       | Белоярский сельсовет             |
| 49 | Чистое             | село    | ↘447      | Чистовский сельсовет             |
| 50 | Чудняково          | деревня | ↘79       | Николаевский сельсовет           |
| 51 | Чумляк             | село    | ↗968      | Чумлякский сельсовет             |
| 52 | Щучье              | город   | ↘8252     | город Щучье                      |
| 53 | Юрузановка         | деревня | ↘18       | Зайковский сельсовет             |
| 54 | Яковлевка          | деревня | ↘141      | Чистовский сельсовет             |

## Экономика
Основу экономики района составляет сельское хозяйство. Крупнейшие предприятия: ООО «Чумлякский элеватор», мукомольный завод ПАО «Муза». На 1 января 2016 года на учёте состояли 283 организации всех форм собственности, 322 индивидуальных предпринимателя и 11 глав крестьянских (фермерских) хозяйств.
В 2009 и 2014 годах район был награждён областной премией имени Терентия Семёновича Мальцева.
В посёлке Плановый (город Щучье) развёрнут объект по уничтожению химического оружия (в/ч 92746).

## Пресса
В мае 1930 года вышел первый номер газеты «Колхозное знамя», с 1962 года газета называлась «За коммунистический труд». 2 марта 1963 года вышел первый номер газеты «Звезда». Она дипломант всероссийского конкурса «10 лучших газет России 2016 года».

## Известные жители
- Герои Советского Союза, родившиеся на этой территории: А.В. Ваганов (1914—1974), М.П. Галин (1918—1998), Г.С. Кузнецов (1924—1981), Н.А. Худяков (1925—1945)
- Герои Социалистического Труда, родившиеся на этой территории: А.Е. Подгорбунских (1933—1999), И.Г. Чепелев (1924—2016)

### Руководители органов исполнительной власти

#### Глава Администрации Щучанского района
- 2000—2004 — Кирилов Сергей Алексеевич

#### Глава Щучанского района
- декабрь 2004 — 2007 — Сидоров Владимир Афанасьевич
- март 2007 — 27 ноября 2019 — Чикишев Петр Иванович, сложил полномочия[28]
- 27 ноября 2019 — 28 февраля 2020 — и. о. Милица Владимир Иванович
- 28 февраля 2020 — 17 июня 2022 — Захаров Евгений Иванович
  - 17 июня 2022 — 29 августа 2022 — Пономарев Владимир Александрович, руководитель ликвидационной комиссии
  - 29 августа 2022 — 29 ноября 2023 — Черноокий Александр Иванович, руководитель ликвидационной комиссии, юридическое лицо Администрация Щучанского района (ИНН 4525001749) ликвидировано 29 ноября 2023 года.

#### Глава Щучанского муниципального округа
23 августа 2022 года зарегистрирована Администрация Щучанского муниципального округа Курганской области (ИНН 4500003455)
- 27 июля 2022 — 27 февраля 2024 — Подкорытов Геннадий Анатольевич, отстранён от должности[29]
- С 27 февраля 2024 — врио Мотовилов Сергей Александрович

### Руководители органов законодательной власти

#### Председатель Щучанского районного Собрания депутатов
Щучанское районное Собрание депутатов сформировано в 1996 году в соответствии с Законом Курганской области от 05 февраля 1996 года № 37 «О местном самоуправлении в Курганской области» и Законом Курганской области от 22 июля 1996 года № 67 «О выборах депутатов представительных органов местного самоуправления Курганской области». В соответствии с Уставом района были избраны 15 депутатов.
- I созыв (выборы 24 ноября 1996 — 2000) — Захаров Александр Николаевич
- II созыв (выборы 26 ноября 2000 — 2004) — Беляев Сергей Алексеевич

#### Председатель Щучанской районной Думы
- III созыв (выборы 28 ноября 2004 — 2010) — Ботов Андрей Вениаминович
- IV созыв (выборы 14 марта 2010 — 2015) — Ветров Владимир Дмитриевич
- V созыв (выборы 13 сентября 2015 — 2020) — Корчагин Павел Васильевич
- VI созыв (выборы 13 сентября 2020 — 2022) — Ахатова Диляра Мухамадаминовна, с 17 июня 2022 руководитель ликвидационной комиссии, юридическое лицо Щучанская районная Дума (ИНН 4525005454) ликвидировано 16 декабря 2022 года.

#### Председатель Думы Щучанского муниципального округа
15 июля 2022 года зарегистрирована Дума Щучанского муниципального округа Курганской области (ИНН 4500002204)
- I созыв (выборы 24 апреля 2022 — 2027) — Ахатова Диляра Мухамадаминовна